# Estación Los Toldos
Los Toldos es la estación ferroviaria de la ciudad homónima, Partido de General Viamonte, provincia de Buenos Aires, Argentina.
La estación corresponde al Ferrocarril Domingo Faustino Sarmiento de la red ferroviaria argentina y se ubica a 263 kilómetros al oeste de la estación Once.

## Servicios
No presta servicios de pasajeros desde agosto de 2015.
Sus vías están bajo la tutela de Trenes Argentinos Cargas.